# 유럽 연합군 최고사령부
유럽 연합군 최고사령부(영어: Supreme Headquarters Allied Powers Europe, SHAPE)는 북대서양 조약 기구(NATO)의 연합 군사작전을 위한 최고사령부이다. 한국 전쟁이 발발하자 소련의 군사적 위협에 유럽을 어떻게 방어할 것인가 서방 국가들 간에 논의가 이루어진 것이 본 사령부의 시초이다. 1951년부터 2003년까지 유럽 연합군 최고사령부는 유럽 연합군 사령부(영어: Allied Command Europe, ACE)의 본부였으나, 2003년부터 전세계에서의 나토군의 작전 수행을 위해 연합군 작전사령부(영어: Allied Command Operations, ACO)의 본부로 거듭났다. 역대 최고사령관은 미군 장성이 역임해 왔고, 역대 부사령관은 영국군 또는 독일군의 장성이 맡아왔다.

## 구조

### 초기
지휘부
- 유럽연합 최고사령관 (SACEUR) – 미국 공군 대장 라우리스, 노르스타드
  - 유렵연합 최고부사령관 (DSACEUR) – 영국 육군 원수 제1대 알라메인의 몽고메리 자작 버나드 로 몽고메리
    - 참모장 (COFS) – 미국 육군 커틀랜트 밴 R. 슈일러

조직
- 북유럽 연합군 (AFNORTH) – 영국 육군 중장 시실 수그덴 경
- 중앙유럽 연합군 (AFCENT) – 프랑스 육군 대장 장 에티엔 발루이
  - 중앙유럽 연합공군 (AAFCE) – 영국 왕립공군 Air Chief Marshal 조지 밀스 경
  - 북부군집단 (NORTHAG) – 영국 육군 대장 리차드 게일 경
  - 중앙군집단 (CENTAG) – 미국 육군 대장 헨리 I. 호드스
- 남유럽 연합군 (AFSOUTH) – 미국 해군 제독 R.P.M. 브리스톨
  - 남유럽 해양타격지원군 (STRIKFORSOUTH) – 미국 해군 부제독 찰스 R. 브라운
- 지중해 연합군 (AFMED) – 영국 왕립해군 제독 랄프 에드워드 경

### 1980년대~1990년대
- 북유럽 연합군 - 노르웨이, Kolsås
  - 북노르웨이 연합군 - 노르웨이, Bodø
  - 남노르웨이 연합군 - 노르웨이, 스타방에르
  - 발트해협 연합군 - 덴마크 Karup
    - 슐레스비히홀슈타인-유틀란트 연합지상군 - 독일, 렌츠부르크
    - 셀란 섬 연합지상군 - 덴마크, 링스테드
    - 발트해협 연합공군 - 덴마크, Karup
    - 발트해협 연합해양군 - 덴마크, Karup
- 중앙유럽 연합군 - 네덜란드, 브룬씜
  - 북부군집단 (NORTHAG) - JHQ Rheindahlen
  - 중앙군집단 (CENTAG), 독일 하이델베르크 캠벨 막사
  - 중앙유럽 연합공군 람슈타인 공군기지
    - 제2연합전술공군, JHQ Rheindahlen
    - 제4연합전술공군, 독일 하이델베르크
- 남유럽 연합군 - 이탈리아, 나폴리
  - 남유럽 연합지상군 - 이탈리아, 베로나
  - 남동유럽 연합지상군, 튀르키예, 이즈미르
  - 남중유럽 연합지상군, 그리스, 라리사
  - 남유럽 연합공군 - 이탈리아, 나폴리
    - 제5연합전술공군 - 이탈리아, 비첸차
    - 제6연합전술공군 - 튀르키예, 이즈미르

  - 남유럽 해양타격지원군 - 이탈리아, 나폴리
  - 남유럽 연합해양군 - 이탈리아, 나폴리
    - 지중해 해양공군
    - 지중해 잠수함군
    - 지중해 해양 On-Call Force
    - 서지중해 사령부
    - 중앙지중해 사령부
    - 동지중해 사령부
    - 동북지중해 사령부
- ACE 기동대 - 독일 Seckenheim; 1960년 ~ 2002년 10월 30일
- 영국 공군, 영국 RAF 하이위컴; 1968년 4월 30일 ~ 2007년 4월 1일
- 가일렌키르헨 NATO 공군기지 - 벨기에, 가일렌키르헨

### 2003년
연합작전사령부
- 브룬씜 연합합동사령부 - 네덜란드, 브룬씜
  - 항공구성사령부 - 독일, 람스테인
  - 해양구성사령부 - 독일, 하이델베르크
  - 지상구성사령부 - 영국, 노스우드
- 리스본 연합합동사령부 - 포르투갈, 리스본
- 나폴리 연합합동사령부 - 이탈리아 나폴리
  - 항공구성사령부 - 터키, 이즈미르
  - 해양구성사령부 - 이탈리아, 나폴리
  - 지상구성사령부 - 스페인, 마드리드

### 현재
연합전력 작전본부
- 브룬씜 연합합동사령부(JFC Brunssum) - 네덜란드 브룬씜
- 나폴리 연합합동사령부(JFC Naples) - 이탈리아 나폴리

단일 근무사령부
- 연합항공사령부(HQ AIRCOM)
- 연합지상사령부(HQ LANDCOM)
- 연합해양사령부(HQ MARCOM)

그외 사령부
- NATO 해양타격지원군 (STRIKFORNATO) - 포르투갈, 오에이라스
- NATO 교신정보시스템사령부 (NCISG) - 벨기에, 몽스

## 같이 보기
- 북대서양 조약 기구
- 바르샤바 조약 기구
- 한미연합군사령부